# Xã Orange, Quận Kalkaska, Michigan
Xã Orange (tiếng Anh: Orange Township) là một xã thuộc quận Kalkaska, tiểu bang Michigan, Hoa Kỳ. Năm 2010, dân số của xã này là 1.233 người.